# Indicatiu
L'indicatiu és un tipus de mode del verb que expressa esdeveniments reals o jutjats com a plausibles per l'emissor. És el mode més freqüent en tots els idiomes.
A les llengües romàniques s'oposa al subjuntiu i s'usa en oracions principals i en enunciats declaratius respecte al present, el passat i el futur. També pot incloure la frase en forma de pregunta. En les llengües germàniques l'ús és més ampli, i inclou les oracions subordinades considerades veritables i els desitjos que es puguin assolir.

## En català
El mode indicatiu conté sis temps simples: present, pretèrit imperfet, pretèrit perfet (en la forma simple i perifràstica), futur i condicional. Inclou els seus corresponents compostos: pretèrit indefinit o perfet compost, pretèrit plusquamperfet, pretèris anterior, futur perfet i condicional compost.